# Lenguas hmong-mien
Las lenguas hmong-mien son una familia de lenguas del sur de China y el sudeste asiático. Antiguamente llamada familia miao-yao (苗瑶), se ha dejado de usar este nombre por resultar ofensivo para algunos de los pueblos hmong. Las 32 lenguas de la familia se hablan en las regiones montañosas del sur de China, incluyendo las provincias de Guizhou, Hunan, Yunnan, Sichuan, Guangxi y Hubei, además de en Tailandia, Laos, Vietnam y Birmania. Como resultado de las guerras en indochina, muchos de los hablantes de lenguas hmong-mien abandonaron el sudeste de Asia emigrando hacia Australia, América del Norte y Europa.
Clasificaciones antiguas agrupaban las lenguas hmong-mien dentro de la familia de lenguas sino-tibetanas, pero actualmente la mayoría de los lingüistas las considera una familia propia. La familia, al igual que la tai-kadai, puede tener sus orígenes en el sur de China.

## Lenguas de la familia

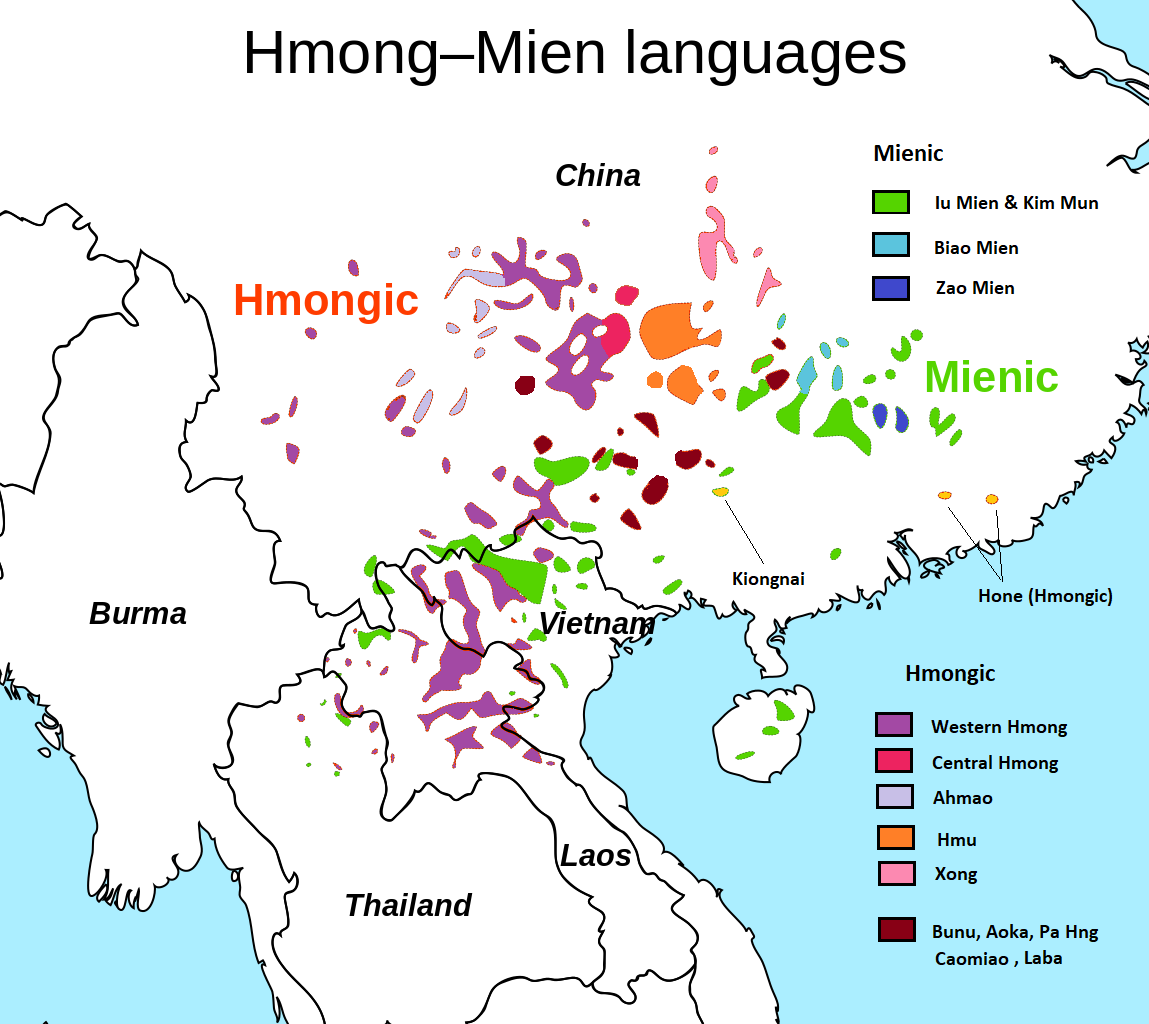
Subgrupos intermedios de la familia hmong-mien.

Actualmente se clasifica a las lenguas hmong-mienh en 32 macrolenguas.
- Lenguas hmong (26) 
  - Lenguas bunu (5) 
    - Younuo bunu
    - Wunai bunu
    - Bu-nao bunu
    - Baheng bunu
    - Jiongnai bunu

  - Lenguas chuanqiandianesas (16)
    - Hmong njua
    - Mashan hmong septentrional
    - Huishui hmong central
    - Dian hmong del nordeste
    - Huishui hmong oriental
    - Guiyang hmong del sudoeste
    - Huishui hmong del sudoeste
    - Chonganjiang hmong
    - Luopohe hmong
    - Mashan hmong central
    - Huishui hmong septentrional
    - Mashan hmong septentrional
    - Mashan hmong occidental
    - Guiyang Hmong meridional
    - Guiyang Hmong septentrional
    - Hmong daw

  - Lenguas qiandong (3) 
    - Qiandong hmong septentrional
    - Qiandong hmong oriental
    - Qiandong hmong meridional

  - Lenguas xiangxi (2)
    - Xiangxi hmong occidental
    - Xiangxi hmong oriental
- Lenguas miénicas (5)
  - Lenguas biao-jiao (1) 
    - Biao-jiao mien

  - Lenguas mian-jin (3) 
    - Biao mien
    - Iu mien
    - Kim mun

  - Lenguas zaomin (1)
    - Ba pai
- Lenguas ho nte (1)
  - She

## Vocabulario comparado
Las lenguas hmong-mien en general contienen una cantidad apreciable de cognados. Y resulta fácil encontrar correspondencias regulares entre esos cognados para reconstruir las protoformas de gran parte del léxico. Por ejemplo, la siguiente tabla resume los numerales testimoniados y reconstruibles aproximadamente para cada rama (proto-mong, proto-mieng, proto-she y proto-hmong-mienh-she), junto con los numerales reconstruidos para otras familias:
| GLOSA | Hmong-Mienh-She | Hmong-Mienh-She | Hmong-Mienh-She | Hmong-Mienh-She     | PROTO- SINO-TIB. | PROTO- TAI |
| GLOSA | PROTO- HMONG    | PROTO- MIENH    | proto-she       | PROTO- HMONG- MIENH | PROTO- SINO-TIB. | PROTO- TAI |
| ----- | --------------- | --------------- | --------------- | ------------------- | ---------------- | ---------- |
| 1     | *ʔɨ             | *jit            | *i              | *ʔɨ                 | *(k-)tjig        | *at        |
| 2     | *ʔwi            | *ʔui            | *u              | *ʔu̯i                | *(k-)nis         | *yiih      |
| 3     | *pʲai           | *puə            | *pa             | *pjɔu               | *k-sum           | *saam      |
| 4     | *p-lai          | *plei           | *ple            | *p-lei              | *p-lij           | *siih      |
| 5     | *pʒ̩i            | *plaː           | *pui            | *p-rja              | *b-ŋa            | *xeeʔ      |
| 6     | *k-law          | *klu(ʔ)         | *kɔ             | *k-ruk              | *t-r'uk *k-r'uk  | *xok       |
| 7     | *çaŋ            | *ɕie *ɲi        | *ʦʰeŋ           | *ʣjuŋH              | *s-Nis           | *čet       |
| 8     | *yi-            | *h-jat          | *ži-            | *jat                | *(r-)gjat        | *pet       |
| 9     | *čua            | *duə            | *kʰju-          | *N-ɟuə *(t-)kʰju    | *(t-)kəw         | *kao       |
| 10    | *kjow(?)        | *tʂjap          | *kʰjɔ-          | *gju̯əp              | *-tsi(?)         | *džip      |